# Robledo de Corpes
Robledo de Corpes es un municipio y localidad española de la provincia de Guadalajara, en la comunidad autónoma de Castilla-La Mancha. El término municipal tiene una población de 40 habitantes (INE 2024).

## Geografía
Ubicación
La localidad está situada a una altitud de 1146 m sobre el nivel del mar. El término municipal limita con los de Angón, Atienza, La Bodera, Congostrina, Gascueña de Bornova, Hiendelaencina, La Miñosa, Pálmaces de Jadraque y Villares de Jadraque
| Noroeste: Gascueña de Bornova                | Norte: Atienza            | Noreste: La Miñosa |
| Oeste: Villares de Jadraque e Hiendelaencina |                           | Este: La Bodera    |
| Suroeste: Congostrina                        | Sur: Pálmaces de Jadraque | Sureste: Angón     |

## Historia
Es en este lugar se ha pretendido ubicar la Afrenta del Corpes del Cantar de mio Cid, cuando las hijas de Rodrigo Díaz de Vivar, Elvira y Sol, son abandonadas por los infantes de Carrión para que murieran. Geográficamente se ubica correctamente en el lugar descrito en el poema, pues al ser un lugar de paso, y con vestigios de la calzada romana ubicada en el municipio y los elementos descritos en el Cantar, fue allí donde aconteció la Afrenta de Corpes. No se debe confundir con Castillejo de Robledo, que se atribuye la Afrenta, pues, además, dicho municipio no se ubica en Guadalajara, sino que está en la provincia de Soria, en la actual Castilla y León.

AFRENTA DE CORPES : «Entrados son los infantes, al Robledo de Corpes; los montes son altos, las ramas pujan con las nubes; y las bestias fieras que andan alrededor; hallaron un vergel, con una limpia fuente»

A mediados del siglo XIX, el lugar contaba con una población censada de 172 habitantes. La localidad aparece descrita en el decimotercer volumen del Diccionario geográfico-estadístico-histórico de España y sus posesiones de Ultramar de Pascual Madoz de la siguiente manera:

ROBREDO DE CORPES : l. con ayunt. en la prov. de Guadalajara (9 leg.) , part. jud. de Atienza (2), aud. terr. de Madrid (19), c. g. de Castilla la Nueva, dióc. de Sigüenza (4 1/2). sit. al pie de dos sierras á la márg. der. del r. Cañamares; su clima es frio pero sano. Tiene 48 casas; la consistorial; escuela de instruccion primaria; una igl. parr. servida por un cura y un sacristan: térm. confina con los de Simillas, Bustares, Gascueña y La Nava ; dentro de él se encuentran varios manantiales de buenas aguas, algunas de ellas ferruginosas: el terreno quebrado y áspero en su mayor parte, es de inferior calidad, le baña el espresado r.: caminos los locales en mal estado por la escabrosidad del terreno: correo se recibe y despacha en la cab. del part. prod.: trigo, centeno, cebada, avena, hortalizas, algunas legumbres y pastos; con los que se mantiene ganado lanar, cabrío y vacuno. ind.: la agrícola. pobl.: 46 vec., 172 alm. cap. prod.: 1.364,000 rs. imp.: 68,200. contr.: 4,840.
(Madoz, 1849, p. 527)

Hasta la reforma de la nomenclatura municipal de 1916 el municipio se llamaba simplemente Robledo. En dicha fecha su nombre fue modificado por el de Robledo de Corpes.

## Demografía
Robledo de Corpes cuenta con una población de 40 habitantes (INE 2024).
| Gráfica de evolución demográfica de Robledo de Corpes entre 1842 y 2021                                             |
| |
| Población de derecho según los censos de población del INE Población de hecho según los censos de población del INE |